# Lanius mackinnoni
El alcaudón de Mackinnon (Lanius mackinnoni) es una especie de ave paseriforme de la familia Laniidae propia de África.

## Localización y características
Se encuentra en África Central y la región de los Grandes Lagos de África, distribuido por Angola, Burundi, Camerún, República del Congo, República Democrática del Congo, Guinea Ecuatorial, Gabón, Kenia, Nigeria, Ruanda, Tanzania y Uganda.
Su hábitat son los bosques húmedos tropicales y los bosques montanos húmedos y sabanas. No se considera una especie amenazada por la UICN.
Esta especie mide más de 20 cm de largo. Sus partes inferiores son blancas; la corona, el cuello y la espalda son grises; las alas son negras con las nacientes blancas; la cola es oscura y bien larga, con manchas blancas en el interior; debajo del ojo el plumaje es oscuro, y por encima de él es blanco.